# Ephemera guttulata
Ephemera guttulata är en dagsländeart som beskrevs av Francois Jules Pictet de la Rive 1843. Ephemera guttulata ingår i släktet Ephemera och familjen sanddagsländor. Inga underarter finns listade i Catalogue of Life.